# Pulte

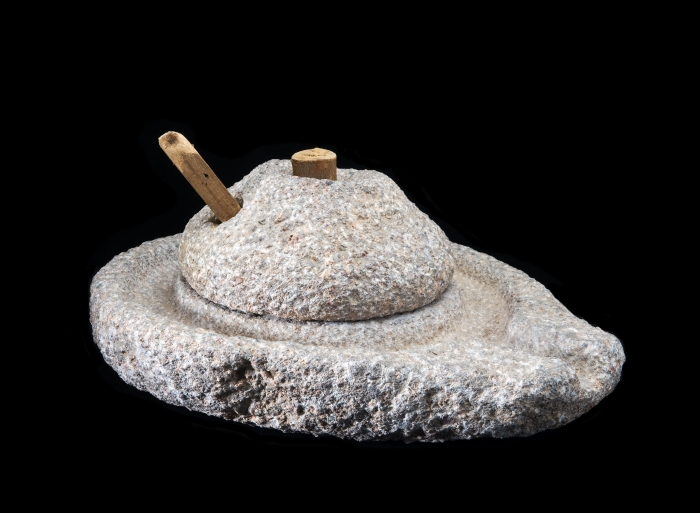
Molino primitivo con el que se preparaba el pulte.

El Pulte son unas gachas que se elaboraban de forma elemental con harina de cereales, mijo, espelta y escaña, se confeccionaba con las legumbres que tenían a mano: garbanzos, lenteja. Se trataba de un alimento habitual en los pueblos prerromanos en hispania, precursor del pan. Una variante es el pulmentum que se prepara igual que el pulte y con el añadido de tasajo (carne seca, curada) de cordero, oveja o cabra.